# Victor Vlad Delamarina (Timiș)
Victor Vlad Delamarina é uma comuna romena localizada no distrito de Timiș, na região histórica do Banato (parte da Transilvânia). A comuna possui uma área de 144.93 km² e sua população era de 2762 habitantes segundo o censo de 2007.